# فرودگاه بین‌المللی پروگیا
 فرودگاه بین‌المللی پروگیا (به انگلیسی: Perugia San Francesco d'Assisi – Umbria International Airport) (به زبان بومی: Aeroporto Internazionale dell'Umbria) یک فرودگاه همگانی با کد یاتا PEG است که یک باند فرود آسفالت دارد و طول باند آن ۲۱۹۹ متر است. این فرودگاه در شهر پروجا کشور ایتالیا قرار دارد و در ارتفاع ۲۱۱ متری از سطح دریا واقع شده است.

## شرکت‌های هواپیمایی و مقصدهای پروازی
| شرکت‌های هواپیمایی | مقصدهای پروازی                                                             |
| ----------------- | -------------------------------------------------------------------------- |
| آلبا وینگز        | مادر ترزای تیرانا                                                          |
| میسترال ایر       | باری، مادر ترزای تیرانا فصلی: کگلیاری-الماس                                |
| رایان‌ایر          | کاتانیا-فونتاناروسا، استانستد لندن فصلی: بروکسل جنوب شرلروآ، تراپانی-بیرجی |
| ویز ایر           | هنری کواندا                                                                |